# انتشارات وایت ولف
انتشارات وایت ولف (انگلیسی: White Wolf Publishing) یک بازی نقش‌آفرینی آمریکایی و ناشر کتاب بود.